# Malacoraja spinacidermis
Malacoraja spinacidermis är en rockeart som först beskrevs av Barnard 1923.  Malacoraja spinacidermis ingår i släktet Malacoraja och familjen egentliga rockor. IUCN kategoriserar arten globalt som livskraftig. Inga underarter finns listade i Catalogue of Life.